# Blauw-Wit in het seizoen 1963/64
Het seizoen 1964/1965 was het 10e jaar in het bestaan van de Amsterdamse betaaldvoetbalclub Blauw-Wit. De club kwam uit in de Eredivisie en eindigde daarin op de 15e plaats, dit betekende dat de club rechtstreeks degradeerde naar de Eerste divisie. Tevens deed de club mee aan het toernooi om de KNVB Beker, hierin werd in de eerste ronde, na verlenging, verloren van Wageningen (1–2).

## Wedstrijdstatistieken

### Eredivisie
|       | ADO   | Ajax  | DOS   | DWS   | Sportclub Enschede | Feijenoord | Fortuna '54 | Go Ahead | GVAV  | Heracles | MVV   | NAC   | PSV   | Sparta | Volendam |
| ----- | ----- | ----- | ----- | ----- | ------------------ | ---------- | ----------- | -------- | ----- | -------- | ----- | ----- | ----- | ------ | -------- |
| Thuis | 1 – 2 | 0 – 1 | 3 – 1 | 0 – 2 | 2 – 4              | 1 – 7      | 2 – 2       | 1 – 1    | 1 – 1 | 3 – 4    | 1 – 2 | 0 – 2 | 2 – 4 | 3 – 2  | 3 – 0    |
| Uit   | 3 – 0 | 1 – 1 | 4 – 2 | 3 – 2 | 1 – 0              | 3 – 0      | 2 – 2       | 3 – 4    | 2 – 0 | 4 – 1    | 1 – 2 | 0 – 0 | 5 – 3 | 2 – 2  | 2 – 2    |

### KNVB Beker
| 1e ronde                                             | Wageningen          | 2 – 1 (1 – 1, 1 – 1) | Blauw-Wit        |
| 29 september 1963 Plaats: Wageningen Wageningse Berg | Epi Drost 30', 111' |                      | 20' Herman Koers |

## Statistieken Blauw-Wit 1963/1964

### Eindstand Blauw-Wit in de Nederlandse Eredivisie 1963 / 1964
| Stand | Gespeeld | Gewonnen | Gelijk | Verloren | Punten | Doelpunten voor | Doelpunten tegen |
| ----- | -------- | -------- | ------ | -------- | ------ | --------------- | ---------------- |
| 15e   | 30       | 5        | 8      | 17       | 18     | 44              | 71               |

### Topscorers
| #                 | Naam              | Goal |
| ----------------- | ----------------- | ---- |
| 1.                | Hans Verhagen     | 19   |
| 2.                | Herman Koers      | 11   |
| 3.                | Erwin Sparendam   | 9    |
| 4.                | Piet van der Kuil | 2    |
| 5.                | Ger Clement       | 1    |
| 5.                | Dries Mul         | 1    |
| Onbekend doelpunt |                   |      |
| –                 | Onbekend          | 1    |
| Totaal            | Totaal            | 44   |

| #      | Naam         | Goal |
| ------ | ------------ | ---- |
| 1.     | Herman Koers | 1    |
| Totaal | Totaal       | 1    |

## Voetnoten
ADO ·
Ajax ·
Blauw-Wit ·
DOS ·
DWS ·
Sportclub Enschede ·
Feijenoord ·
Fortuna '54 ·
Go Ahead ·
GVAV ·
Heracles ·
MVV ·
NAC ·
PSV ·
Sparta ·
Volendam